# Xiamen Air
Xiamen Airlines (en chino: 厦门航空; en pinyin: Xiàmén Hángkōng; POJ E-mng Hang-khong) es la primera aerolínea en China creada por inversores privados, el 25 de julio de 1984, y con base en el Aeropuerto Internacional de Xiamen Gaoqi. Las acciones están en posesión de China Southern Airlines (60%) y Xiamen Construction and Development Group (40%).
Su principal base está en Xiamen, pero tiene una presencia importante también en Fuzhou y Wuyishan en la provincia de Fujian y en Hangzhou en la provincia de Zhejiang. Además de operaciones nacionales, también vuela a Seúl, Osaka, Tokio, Hong Kong, Macau, Singapur, Kuala Lumpur, Penang, Paris y Bangkok.

## Flota

### Flota Actual
La flota de Xiamen Airlines incluye las siguientes aeronaves (en agosto de 2024):
La media de edad de Xiamen Airlines es de 9,3 años en agosto de 2024.

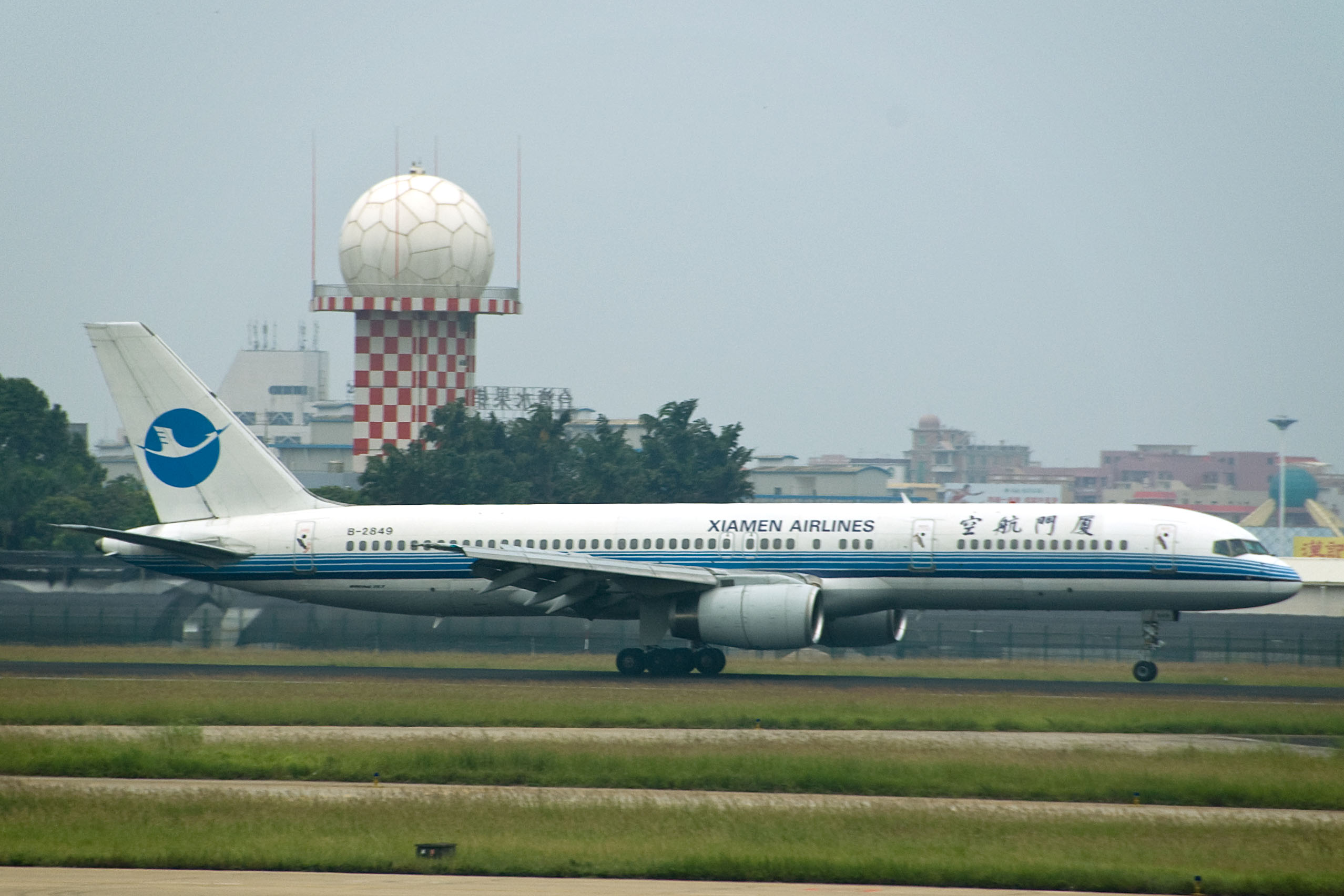
Boeing 757 de Xiamen Airlines con la antigua librea aterrizando en el Aeropuerto Internacional de Xiamen Gaoqi.

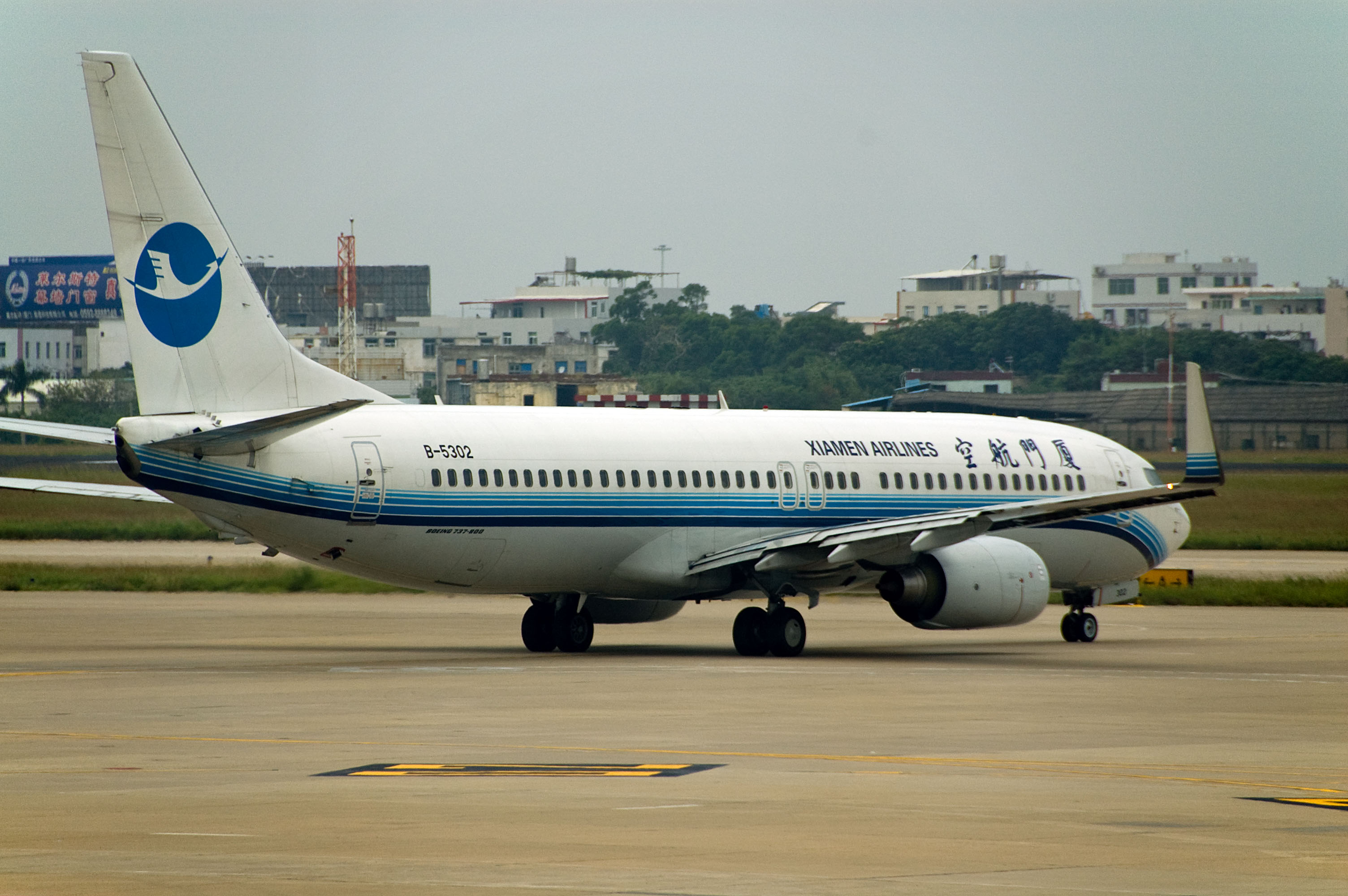
Boeing 737 de Xiamen Airlines con la nueva librea rodando en el Aeropuerto Internacional de Xiamen Gaoqi.

## Desarrollo futuro
China Southern Airlines firmó un acuerdo de adquisición de trece Boeing 787, tres de las cuales serán para su afiliada, Xiamen Airlines. Las entregas se esperan entre 2008 y 2010.
En diciembre de 2005, Xiamen Airlines efectuó un pedido de diez Boeing 737-800 con winglets, y que fueron entregados desde mediados de 2006 a 2008. Este pedido forma parte del acuerdo de adquisición general de setenta aviones firmado por China Aviation Supplies Import & Export Group Corporation y Boeing cuando el presidente Bush visitó China en noviembre de 2005.
En junio de 2006 se anunció que Xiamen airlines había cancelado su pedido por tres 787 en favor de seis 737-800. Había pedido anteriormente 21 Boeing 737-700 y -800, once de los cuales han sido entregados hasta la fecha.

## Incidentes y accidentes
El 2 de octubre de 1990, el Vuelo 8301 de Xiamen Airlines de Xiamen a Cantón, un Boeing 737-200, fue secuestrado poco después de despegar de Xiamen, y se estrelló en el Aeropuerto Internacional de Baiyun, causando un total de 128 muertes; otros dos aviones en plataforma quedaron destruidos.